# Hiroshi Koyama

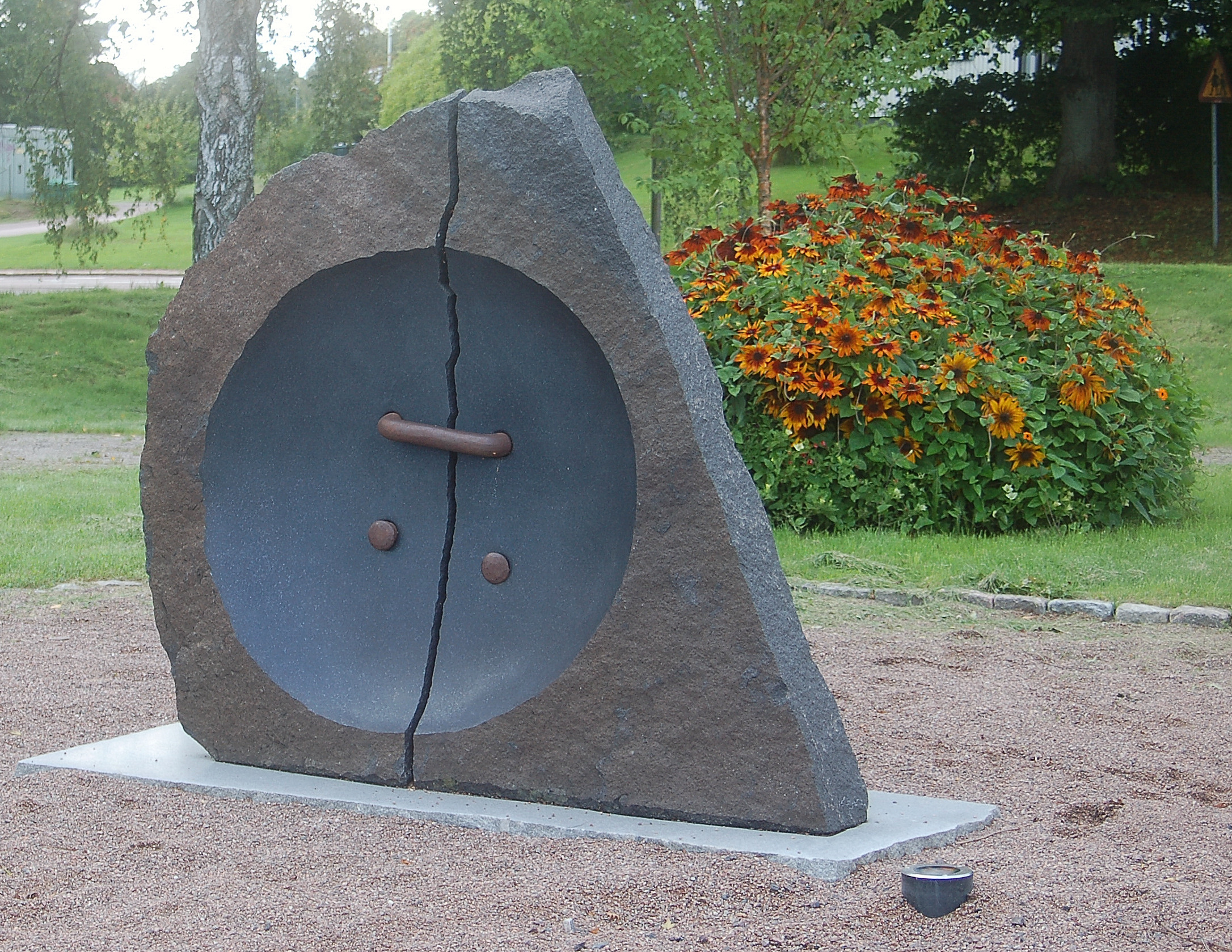
Svart knapp utanför järnvägsstationen i Edsvalla

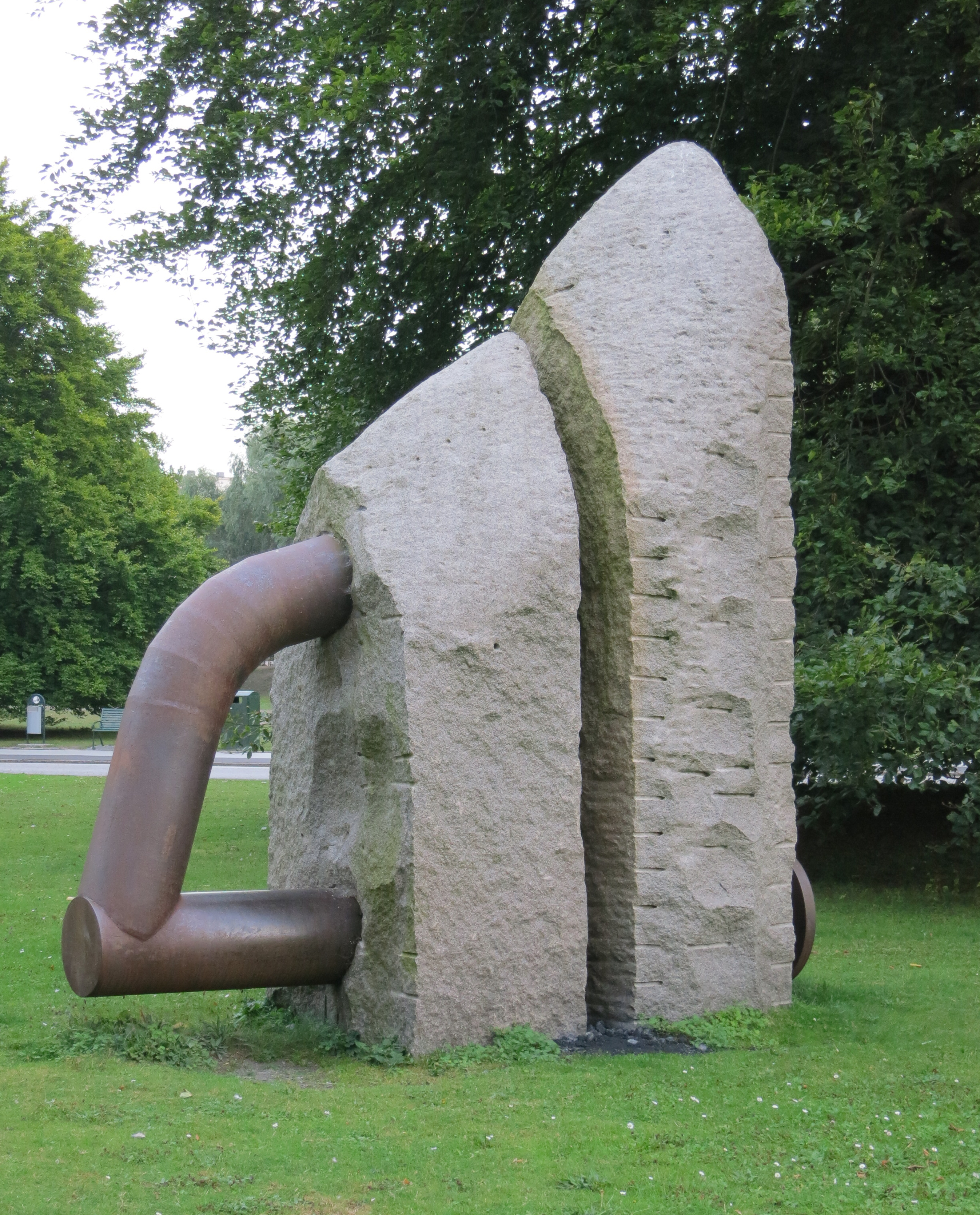
Strykjärnet i Pildammsparken i Malmö

Hiroshi Koyama, född 9 maj 1955 i Kyoto, Japan, är en japansk-svensk konstnär. 
Hiroshi Koyama studerade vid Akashi Technical College 1971–76 och för skulptören Kinzo Nishimurai Japan 1977–78. Han flyttade till Sverige 1987 för att kunna arbeta med  diabas i Boalt och Hägghult. Han har ställt ut separat på bland annat Gallery Iteza i Kyoto, Galleri Svea i Stockholm, Galerie KOUKI i Paris, Kristianstads museum, Landskrona museum, Konstnärshuset i Stockholm, Gallery Weinberger i Köpenhamn och Hallands museum. 
Han har tilldelats Kyoto City Prize 1982, Kyoto Prefectural Prize 1984, Längmanska kulturfonden 1993, Scandinavia Japan Sasakawa Foundation 1996, Clarence och Else Blums stipendium 2003 och Östra Göinge kommuns kulturpris 2011.
Hiroshi Koyama är gift med scenografen och illustratören Akemi Takata.

## Offentliga verk i urval
- Strykjärnet, granit och stål, 1988, Pildammsparken i Malmö
- Svart knapp, diabas och koppar, 1999, Östra Boulevarden, Kristianstad
- Door, diabas och corténstål, 2000, Skellefteå
- Vatten och ljuset, diabas, 2006, Längbro kyrkogård i Örebro
- Kunskaps boning, diabas och corténstål, 2006, Arlövs bibliotek, Burlövs kommun
- Svart knapp utanför järnvägsstationen i Edsvalla

## Bildgalleri

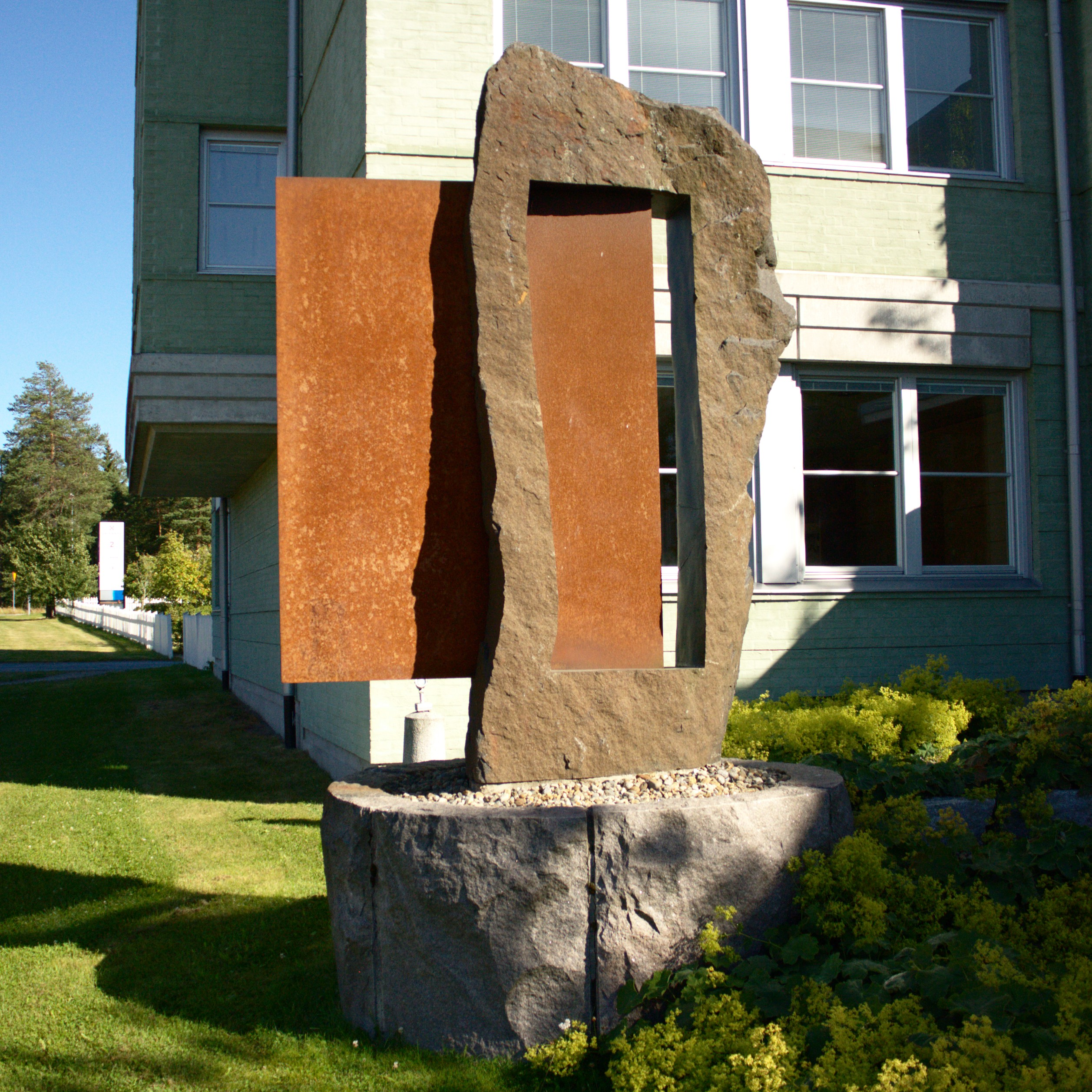
Door, diabas och corténstål, Gösta Skoglunds väg i Umeå
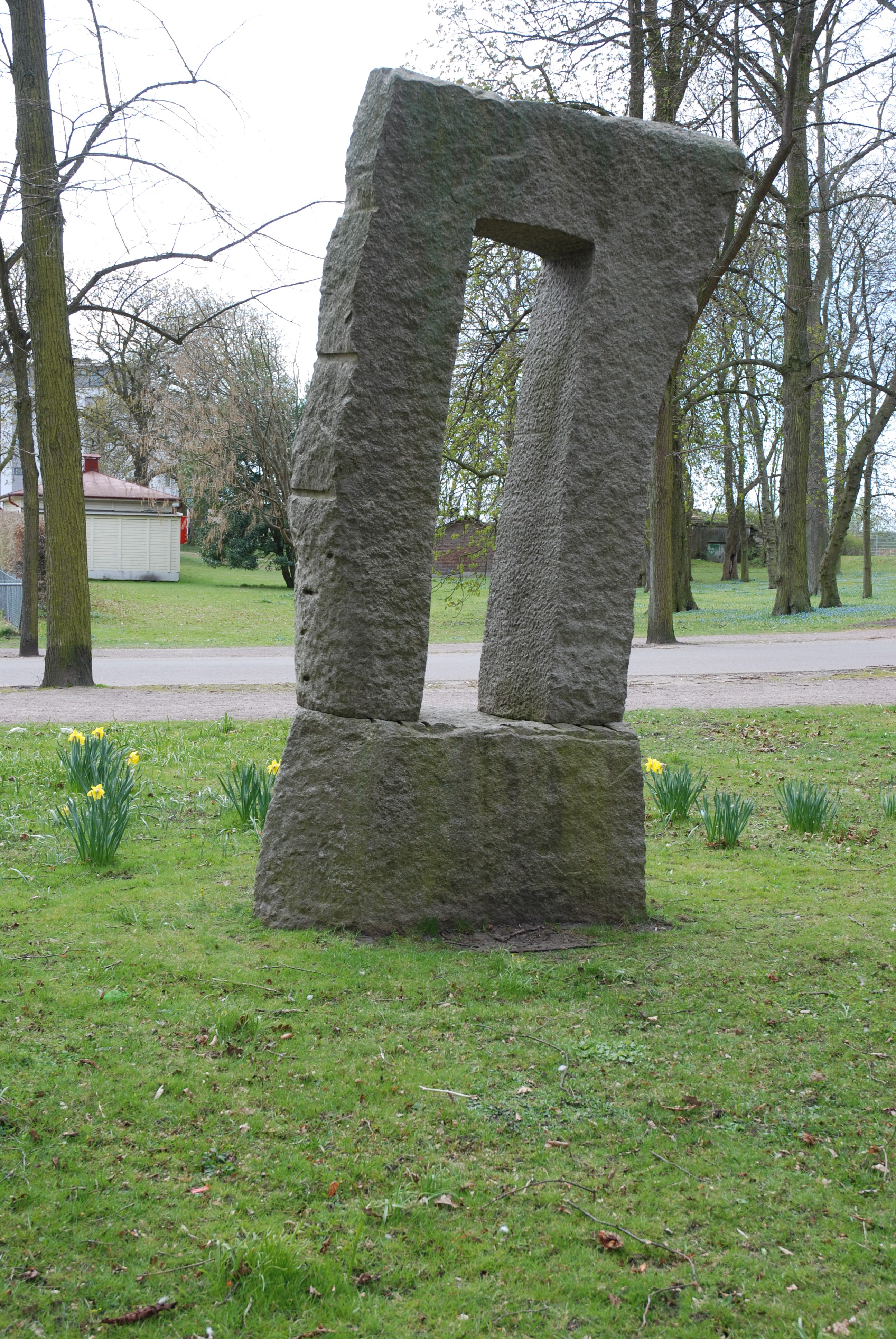
Landskrona